# إسلام أباد (أرومية)
إسلام أباد هي قرية في مقاطعة أرومية، إيران. عدد سكان هذه القرية هو 514 في سنة 2006.